# Ana Leonor de Estolberga-Wernigerode
Ana Leonor de Estolberga-Wernigerode (em alemão:  Anna Eleonore; Ilsenburg, 26 de março de 1651 — Köthen, 27 de janeiro de 1690) foi condessa de Estolberga-Wernigerode por nascimento e princesa consorte de Anhalt-Köthen pelo seu casamento com Emanuel de Anhalt-Köthen. Foi regente do principado de 1670 a 1690.

## Família
Ana Leonor foi a primeira filha e segunda criança nascida do conde Henrique Ernesto de Estolberga e de Ana Isabel de Estolberga-Ortemberga. Os seus avós paternos eram Cristóvão II de Estolberga-Wernigerode e Edviges de Regenstein-Blankenberg. Os seus avós maternos eram Henrique Volrade de Estolberga-Ortemberga e Margarida de Solms-Laubach.
Ela teve dois irmãos: o conde Ernesto de Estolberga-Ilsenburg, marido de Sofia Doroteia de Schwarzburg-Arnstadt, e Luís Cristiano de Estolberga-Gedern, primeiro foi casado com Sofia Doroteia de Württemberg-Neustadt, e depois com Cristina de Mecklemburgo-Güstrow.

## Biografia
Aos dezoito anos, no dia 23 de março de 1670, a condessa casou-se com o príncipe Emanuel, de trinta e oito anos de idade. Emanuel era filho de Augusto, Príncipe de Anhalt-Plötzkau e de Sibila de Solms-Laubach.
Contudo, o casamento durou quase oito meses, pois o príncipe veio a falecer no dia 8 de novembro daquele ano. À época de sua viuvez, Ana Leonor estava grávida de três meses, e por isso foi nomeada regente do principado de Anhalt-Köthen, título o qual manteria se nascesse um menino.
Em 20 de maio de 1671, Ana Leonor deu à luz um menino, chamado Emanuel Lebrecht.
A princesa faleceu em 27 de janeiro de 1680, em Köthen, aos trinta e oito anos, antes de seu filho atingir a maioridade. Foi sepultada na Igreja de São Jacó, ao lado de Emanuel.

## Descendência
- Emanuel Lebrecht de Anhalt-Köthen (20 de maio de 1671 – 30 de maio de 1704), sucessor do pai. Foi casado com Gisela Inês de Rath, com quem teve seis filhos.